# Fialkovec
Fialkovec (Iochroma) je rod rostlin z čeledi lilkovité. Jsou to keře s jednoduchými listy a dlouze trubkovitými, pestře zbarvenými květy. Vyskytují se v počtu asi 23 druhů v jihoamerických Andách, jeden druh roste na Galapágách. Některé druhy se pěstují jako okrasné rostliny, druh Iochroma fuchsioides slouží domorodcům v Kolumbii jako přísada ajahuasky.

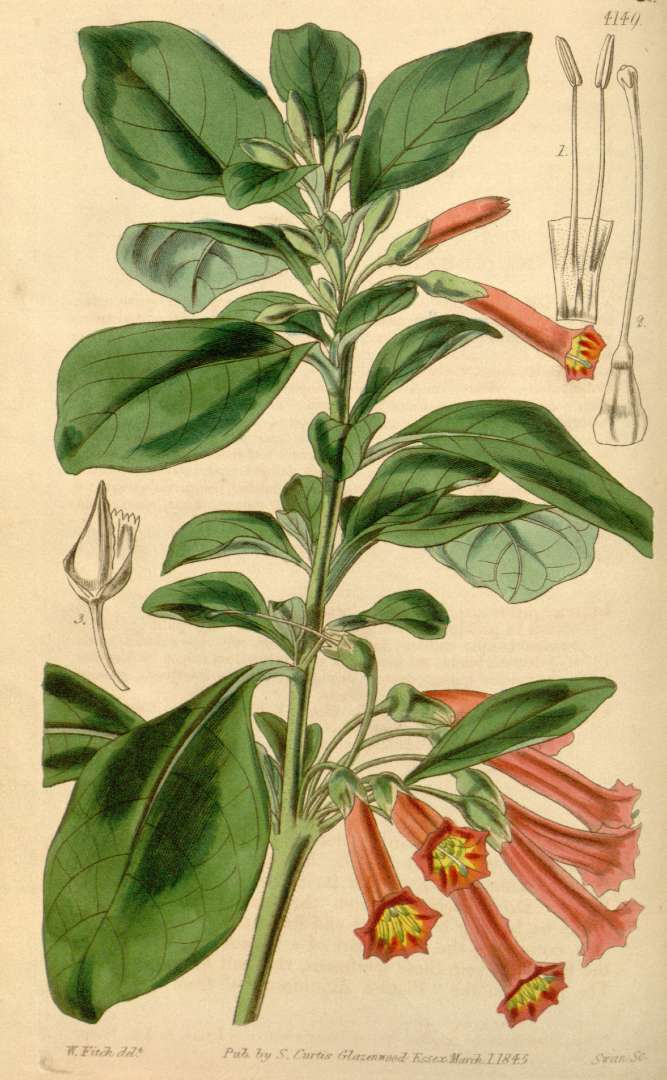
Ilustrace I. fuchsioides z roku 1845

## Popis
Fialkovce jsou trnité nebo beztrnné keře. Květy jsou pravidelné, úžlabní, převislé, jednotlivé nebo ve svazečcích po 2 až 8. Kalich je trubkovitý, u některých druhů nafouklý. Koruna je nápadných barev, nejčastěji modrá, fialová, oranžovočervená nebo žlutá, dlouze trubkovitá, až 7 cm dlouhá, na konci s krátkými zahnutými cípy. Tyčinek je 5 a jsou přirostlé ve spodní části korunní trubky. Semeník je srostlý ze 2 plodolistů a se stejným počtem komůrek s mnoha vajíčky. Blizna je dvoulaločná. Plodem je bobule obalená zvětšeným vytrvalým kalichem.

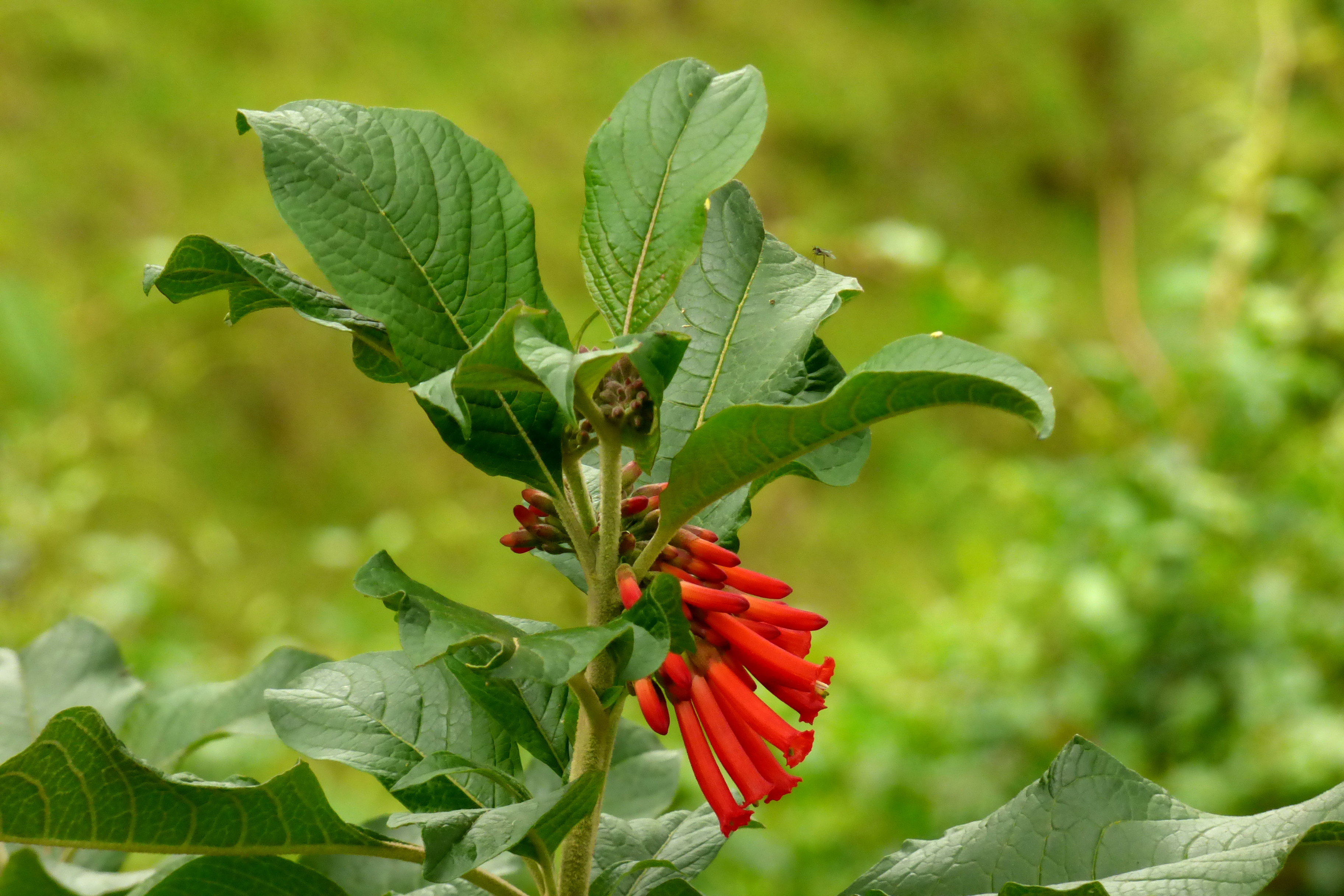
Iochroma gesnerioides
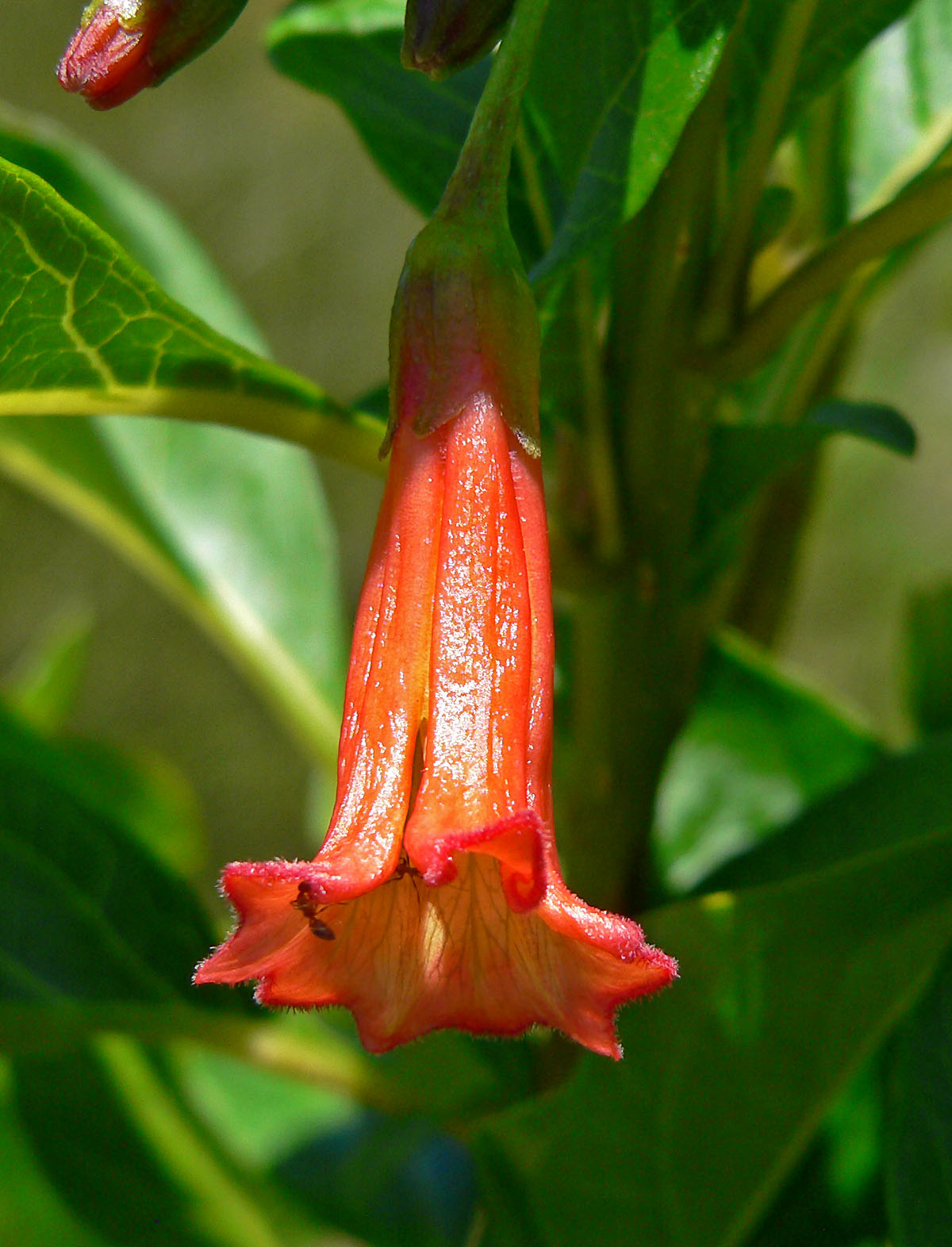
Květ I. fuchsioides
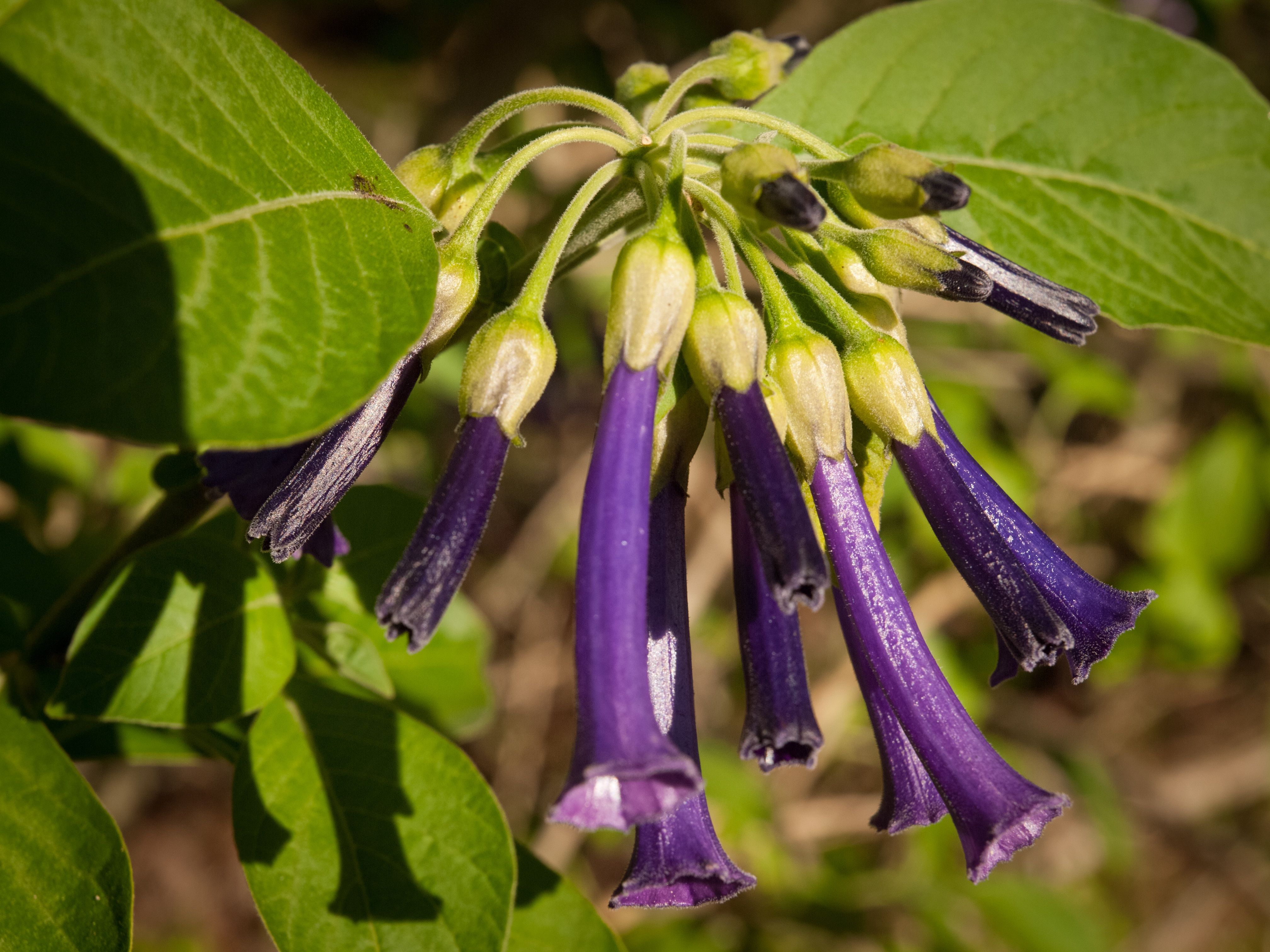
Květenství I. cyaneum

## Rozšíření
Rod fialkovec zahrnuje asi 24 druhů. Je rozšířen v západních oblastech Jižní Ameriky od Kolumbie po Peru a na Galapágách. Nejvíc druhů roste v Peru (celkem 25, z toho 22 endemických).
Druh I. ellipticum je endemit Galapág.
V Brazílii rod fialkovec není zastoupen. Většina druhů roste v severní části jihoamerických And v Peru, Ekvádoru a Kolumbii v nadmořských výškách od 1100 do 3500 metrů.

## Ekologické interakce
Květy fialkovců jsou opylovány blanokřídlými (včelami, vosami), pestřenkami, motýli a kolibříky. Různé druhy mají do různé míry specializované opylování. Druhy s červenooranžovými květy (I. confertiflorum, I. fuchsioides, I. gesnerioides) jsou klasicky opylovány kolibříky. Tento způsob se v rámci rodu vyvinul několikrát nezávisle z původního opylování hmyzem.

## Taxonomie
Rod Iochroma je v rámci lilkovitých řazen do podčeledi Solanoideae, tribu Physaleae a podtribu Iochrominae. Výsledky fylogenetické analýzy naznačují, že rod není v současném pojetí monofyletický a některé druhy (I. australe, I. parvifolium, I. nitidum, I. grandiflorum, I. umbellatum) čeká přesun do jiných rodů.
V minulosti byl rod Iochroma někdy vřazován do rodu Dunalia (např. )

## Význam
Druh I. fuchsioides je domorodými Indiány v jižní Kolumbii používán jako složka ayahuasky k zesílení vizí.
Některé druhy fialkovců jsou v tropech a subtropech pěstovány jako okrasné keře s nápadnými, pestře zbarvenými květy.
V Jižní Americe se také vysazují jako živé ploty.

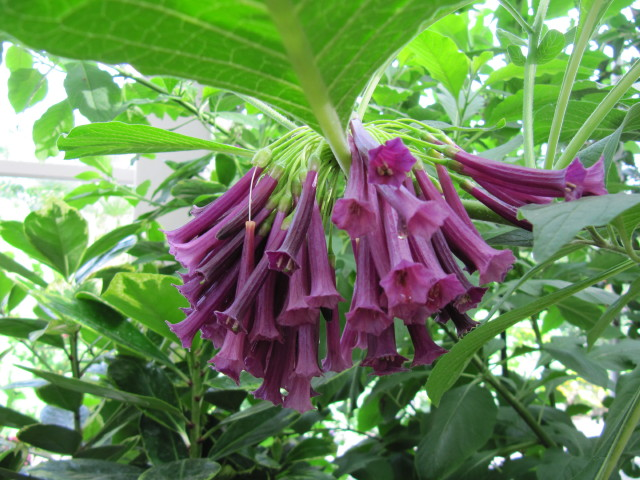
Bohatě rozkvetlý fialkovec I. cyaneum
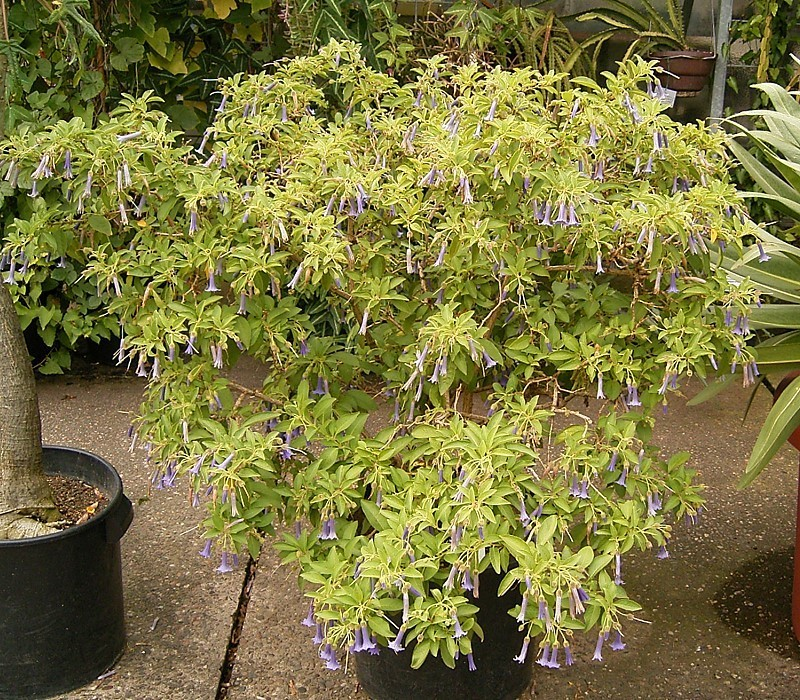
I. australe jako kbelíková rostlina